# Caillouël-Crépigny

Caillouël-Crépigny este o comună în departamentul Ain, Franța. În 1 ianuarie 2022 avea o populație de 459 de locuitori.